# University of Colorado Boulder
University of Colorado Boulder (w skrócie CU Boulder) – amerykański uniwersytet z siedzibą w Boulder, należący do Public Ivy. Mając ponad 32 tys. studentów, jest najważniejszą placówką zespołu uczelni publicznych w Kolorado. Jest członkiem Association of American Universities.

## Informacje ogólne
Uczelnia dzieli się na dziewięć wydziałów (ang. colleges i schools). Oferuje ponad 150 kierunków studiów, 59 programów doktoranckich i 64 magisterskich. Jesienią 2015 zapisanych było w Boulder 32 080 studentów. Szczególną renomą cieszą się kierunki studiów z dziedziny fizyki (fizyka molekularna, atomowa i kwantowa), geologii, prawa ochrony środowiska, ceramika artystyczna, aeronautyka, chemia oraz pedagogika.
Rankingi potwierdzają wysoki poziom studiów zarówno wśród najlepszych publicznych uczelni amerykańskich, jak i w zakresie międzynarodowym (ARWU 2015 – #34; BGU – #46; ATC – #117; QSWU – #174).
Uniwersytet posiada jedenaście instytutów badawczych. Również znany instytut naukowy JILA (Joint Institute for Laboratory Astrophysics), jedna z wiodących instytucji badawczych w Stanach Zjednoczonych, znajduje się na terenie kampusu w Boulder. Uczelnia pozyskuje rocznie około pół miliarda dolarów dodatkowych funduszy na cele prac naukowych.
Dwunastu laureatów Nagrody Nobla, dziewięciu stypendystów MacArthura oraz 18 astronautów studiowało, eksperymentowało lub wykładało na CU-Boulder.

## Historia
Założenie uniwersytetu w Boulder było inicjatywą lokalnych władz. Dlatego kamień węgielny historycznego gmachu uniwersytetu został położony 20 września 1875, to znaczy prawie rok przed uchwaleniem przez stanowy parlament zmiany do konstytucji stanu Kolorado o założeniu zespołu uczelni publicznych, co miało miejsce 14 marca 1876. Wówczas Kolorado nie było jeszcze częścią Stanów Zjednoczonych. Obok uniwersytetu w Boulder powołano do życia równocześnie szkołę górniczą (Colorado School of Mines) w Golden oraz szkołę rolniczą (Colorado Agricultural College) w Fort Collins. Ostatecznie uniwersytet, mieszczący się wówczas w gmachu zwanym dziś skromnie Old Main, otwarł swoje podwoje 5 września 1877. Z powodu braku kandydatów o odpowiednim poziomie wiedzy, pozwalającym na podjęcie studiów, obok uczelni otwarto szkołę przygotowawczą (ang. preparatory school). Jesienią 1877 studiowało tam 15 osób, a 50 przygotowywało się do studiów. W sumie zapisanych było 38 mężczyzn i 27 kobiet w wieku między 12 i 23 lat.
Podczas II wojny światowej uniwersytet w Boulder, jako jeden ze 131 uczelni, brał udział w programie rządowym V-12, który miał przygotowywać studentów do kariery w marynarce wojennej USA

## Sport
Około 1500 studentów rocznie bierze czynny udział w zajęciach co najmniej jednego z 34 uczelnianych klubów sportowych. Drużyny sportowe występują pod nazwą Colorado Buffaloes w ligach Pacific-12 Conference, NCAA, Division I i mierzą się w 17 dziedzinach sportu. Obok obowiązkowej dla amerykańskich uniwersytetów drużyny futbolu uczelnia utrzymuje reprezentacje do:
- koszykówki (kobiet i mężczyzn)
- biegu przełajowego
- golfa (kobiet i mężczyzn)
- zjazdów narciarskich
- piłki nożnej (kobiety)
- tenisa (kobiety)
- lekkoatletyki
- siatkówki (kobiety)

Ponadto CU Boulder utrzymuje ponad 30 własnych reprezentacji (ang. Collegiate Sport Clubs), które nie występują pod nazwą Colorado Buffaloes, np. kolarstwo, piłka wodna, lacrosse, hokej, pływanie, jeździectwo, czy nawet wędkarstwo muchowe. Ekipy CU Boulder uzyskują regularnie sukcesy na zawodach najwyższego narodowego poziomu, np.:
- 20 zwycięstw w zawodach NCAA
- 17 zwycięstw narciarzy w NCAA Skiing Championships
- w sumie 7 zwycięstw w NCAA Men’s Cross Country Championship i NCAA Women’s Cross Country Championship
- futboliści Colorado Buffaloes wygrali raz mistrzostwa USA

## Osobistości związane z CU

### Profesorowie

#### Laureaci Nagrody Nobla
- Prof. Norman F. Ramsey – z dziedziny fizyki 2001
- Prof. Sidney Altman – z dziedziny chemii 1989
- Prof. Thomas R. Cech – z dziedziny chemii 1989
- Prof. Eric A. Cornell – z dziedziny fizyki 2001
- Prof. John L. Hall – z dziedziny fizyki 2005
- Prof. Herbert Kroemer – z dziedziny fizyki 2000
- Prof. Carl Wieman – z dziedziny fizyki 2001
- Prof. David Wineland – z dziedziny fizyki 2012

#### Inni naukowcy
- Charles Archambeau – geofizyk
- Prof. Albert Allen Bartlett – elektrofizyk, publicysta
- Prof. Petr Beckmann – czeski elektroinżynier, fizyk atomowy
- Prof. Storm Bull – kompozytor, muzykolog
- Prof. Adolf Busemann – niemiecki aerodynamik
- Prof. Ward Churchill – kulturoznawca, znany ze swych niekonwencjonalnych interpretacji zamachu z 11 września 2001
- Robert T. Craig – teoretyk komunikacji
- Larry Esposito – astronom
- Prof. George Gamow – fizyk i kosmolog
- Dr. Elisabeth Kübler-Ross – psychiatra, geriatra
- Daniel Jurafsky – informatyk, lingwista
- Prof. David Hawkins – filozof
- Peter Hessler – publicysta
- Dr. Deborah Jin – fizyczka molekularna
- Prof. Patricia Nelson Limerick – historyczka, amerykanistka
- Sara Branham Matthews – mikrobiolog
- Prof. Jan Mycielski – polski matematyk, logik i filozof matematyki
- Prof. Margaret Murnane – optofizyczka
- Prof. Norman Pace – biochemik
- Carolyn Porco – astronom
- Ana Maria Rey – fizyczka atomowa
- Prof. Stephen H. Schneider – klimatolog
- Prof. Stanisław Ulam – matematyk
- Prof. Linda Watkins – biochemiczka, fizjolog
- James F. Williams – bibliotekarz
- Muriel Sibell Wolle – artysta i pisarz
- Betty Woodman – artysta ceramik
- George Woodman – artysta ceramik, malarz i fotograf
- Melanie Yazzie – rzeźbiarka, malarka, drukarka

### Absolwenci

#### Nauka i technika
- Dr. Waleed Abdalati – astrofizyk NASA
- Bernard Amadei – geoinżyner, społecznik
- Robin M. Canup – astrofizyczka
- Prof. Clayton Heathcock – chemik
- Prof. David Haussler – bioinformatyk
- Prof. Gretchen Hofmann – ekolog morza
- William Edwards Deming – statystyk, ekspert kontroli jakości
- Prof. William T. Kane – optofizyk
- Alan Kay – informatyk
- Theodore Maiman – fizyk
- Prof. Tom Maniatis – biolog molekularny
- Prof. Leon Silver – geolog
- Hobart Muir Smith – wiodący herpetolog
- Robert Widlar – pionier elektroniki
- Prof. Craig Mello – fizjolog, noblista

#### Kultura i sztuka
- 3OH!3 – group hip-hop
- John Amos – aktor
- Fred Anderson – publicysta, historyk
- Josephine Antoine – sopranistka operowa
- Stan Brakhage – reżyser
- Brandon Barnes – perkusjonita grupy Rise Against oraz Pinhead Circus
- Chairlift – muzyczna grupa e-pop
- Derek Cianfrance – reżyser filmowy
- Judy Collins – muzyk
- Lydia Cornell – aktorka i pisarka
- Eric Darnell – reżyser
- Brian Dietzen – aktor
- Lisa Donovan – aktorka i pisarka
- Patricia Elliott – aktorka
- John Fante – pisarz
- Joe Flanigan – aktor
- Tanner Foust – telekonferansjer, stuntman, kierowca wyścigowy
- Nicole Fox – modelka, zwyciężczyni szeregu TV-castingów
- Drew Goddard – scenograf i producent
- Dave Grusin – kompozytor
- Heather Hach – scenarzysta
- Linda Hogan – indiańska pisarka i poetka
- Shawn King – perkusista, trębacz, akordeonista i organista grupy DeVotchKa
- Chaney Kley – aktor
- William Lewis – tenor operowy
- Larry Linville – aktor znany z roli Franka Burnsa w serialu M*A*S*H
- Christopher Meloni – aktor
- Glenn Miller – muzyk jazzowy, kompozytor
- Nathaniel Motte – pieśniarz, kompozytor filmowy, producent
- Prof. Thomas Noel – historyk, amerykanista
- Casey Parker – aktorka (bez formalnie ukończonych studiów)
- Trey Parker – reżyser, producent i scenarzysta serialu animowanego South Park
- Robert Redford – aktor (bez formalnie ukończonych studiów)
- Dean Reed – aktor, pieśniarz, reżyser i aktywista socjalny
- Aaron Simpson – producent filmów animowanych
- Derek Vincent Smith alias Pretty Lights – muzyk
- Susan Arnout Smith – dramaturg i nowelista
- Paul Soldner – artysta ceramik
- Alan Sutherland alias Land of the Loops – muzyk
- Matt Stone – reżyser i producent serialu animowanego South Park
- Eric Stough – producent i reżyser serialu animowanego South Park
- Steve Taylor – pieśniarz i reżyser filmowy
- Dalton Trumbo – pisarz
- Townes Van Zandt – pieśniarz muzyki country-folk
- Prof. Linda Williams – wykładowczyni sztuki filmowej na Uniwersytecie Kalifornijskim w Berkeley
- Sheree J. Wilson – aktor
- Chris Wood – muzyk stylu folk
- Dean Zanuck – kamerzysta filmowy i producent

#### Sport
- Dick Anderson – gracz amerykańskiego futbolu
- Mitch Berger – gracz amerykańskiego futbolu
- Chauncey Billups – koszykarz
- Jeremy Bloom – narciarz dowolny
- Chris Brown – gracz amerykańskiego futbolu
- Jake Burton Carpenter – snowboardzista
- Boyd Dowler – gracz amerykańskiego futbolu
- Kara Goucher – lekkoatletka, biegaczka
- Andre Gurode – gracz amerykańskiego futbolu
- Tyler Hamilton – kolarz
- Hale Irwin – golfista zawodowy
- Jonathan Kaye – golfista zawodowy
- Billy Kidd – narciarz
- James Naismith – wynalazca koszykówki
- Debi Thomas – łyżwiarz figurowy
- Antón Villatoro – kolarz
- Scott Wedmann – koszykarz

#### Astronauci
- Loren Acton
- Patrick Baudry
- Vance Brand
- Scott Carpenter
- Kalpana Chawla
- Takao Doi
- Samuel Durrance
- Richard Hieb
- Marsha Ivins
- John Lounge
- George Nelson
- Ellison Onizuka
- Stuart Roosa
- Ronald M. Sega
- Steven Swanson
- Jack Swigert

#### Politycy
- Abd al-Aziz Abd al-Ghani – jemeński polityk, były premier Jemenu
- Bob Beauprez – były kongresmen USA
- Cachiagijn Elbegdordż – były prezydent (a także premier) Mongolii
- Bill Ritter – polityk partii demokratów, były gubernator Kolorado
- Ellen Johnson-Sirleaf – prezydent Liberii, laureatka Pokojowej Nagrody Nobla 2011

#### Prawnicy
- Wiley Rutledge – sędzia Sądu Najwyższego USA
- Byron White – sędzia Sądu Najwyższego USA
- Vine Deloria Jr. – prawnik i publicysta (nt. praw Indian)

#### Inni
- Lynne Cheney – żona byłego wiceprezydenta Dicka Cheneya
- Steve Hanke – ekonomista
- Steve Wozniak – współzałożyciel firmy Apple Inc.
- Muhammad Yunus – laureat Pokojowej Nagrody Nobla w 2006